# Lexeem
Een lexeem (van Oudgrieks λέξις, léxis, woord) is een combinatie van fonemen, morfemen en lettertekens, die min of meer overeenkomt met wat op lexicaal niveau een woord wordt genoemd. Dit gesproken of geschreven woord kan meerdere betekenissen hebben in meerdere talen. Zo hebben bank of bord in het Nederlands verschillende betekenissen en heeft het woord of een andere betekenis in het Nederlands dan in het Engels. Een lexeem behoort tot een bepaalde lexicale categorie en kent vaak ook een woordparadigma.
De term "lexeem" wordt vooral gebruikt om woorden te onderscheiden van taalelementen op lager niveau, met name van morfemen. Een lexeem kan een simplex zijn of een complex. Een simplex (of grondwoord) is een ongeleed lexeem, dat wil zeggen: het is niet verder afgeleid of samengesteld, en kan als basis voor verdere woordvorming dienen. Een lexeem is complex als er sprake is van morfologische verandering door declinatie, vervoeging, afleidingen en samenstellingen. Het verschil tussen deze vormveranderingen kan als volgt worden gedefinieerd:
- Declinatie, afleiding en vervoeging binden een lexeem aan zijn mogelijke verschijningsvormen;
- Samenstellingen binden twee of meer lexemen aan elkaar.